# Ain't No Way
"Ain't No Way" é uma canção da cantora norte-americana Aretha Franklin, lançada como o terceiro single do álbum Lady Soul (1968). Escrita por Carolyn Franklin — irmã de Aretha — e produzida por Jerry Wexler. Serviu como b-side do sucesso (Sweet Sweet Baby) Since You've Been Gone, de 1968. A canção alcançou a posição de número 16 na parada musical dos Estados Unidos Billboard Hot 100.

## Desemepenho nas tabelas musicais
| Parada musical (1968)              | Melhor posição |
| ---------------------------------- | -------------- |
| Estados Unidos - Billboard Hot 100 | 16             |